# Juan Carlos Fernández Madrid
Juan Carlos Fernández Madrid (Argentina, 1931 ) es un abogado, juez y profesor universitario especializado en Derecho Laboral autor de numerosas publicaciones.

## Actividad profesional

### Cargos en la justicia
Tiene una larga carrera judicial en el fuero del trabajo de la Capital Federal, donde fue Secretario de la Cámara de Apelaciones, Juez de Primera Instancia y vocal de la Cámara Nacional de Apelaciones del Trabajo desde el año 1972 y su Presidente en varias ocasiones.

### En la docencia
En la Facultad de Derecho y Ciencias Sociales de la Universidad de Buenos Aires 
es Profesor Titular Consulto y Director de la carrera de posgrado de Especialización en Derecho del Trabajo y de la Seguridad Social.

### Periodismo y publicaciones
Dirigió en las décadas de 1960 y 1970 la revista Legislación del Trabajo, es director honorario de la revista Doctrina Laboral y Previsional y ha producido numerosos artículos, ponencias y conferencias en diversos países, especialmente en materia de Derecho laboral y de la seguridad social, pero también en Derecho comercial, entre las cuales se encuentran:
- Código de comercio anotado y comentado. (3 tomos) Buenos Aires : Errepar, 1999
- Concursos y quiebras. En colaboración con Roberto García Martínez. Buenos Aires : Contabilidad Moderna, 1984
- Crónica laboral : práctica y actualidad.Buenos Aires : Errepar, [s.f.]
- Derecho laboral. Buenos Aires : La Ley, [2010].
- Despidos y suspensiones : más de mil casos prácticos. Buenos Aires : Errepar, 1994
- Empleadores y dependientes ante las leyes de trabajo. En colaboración con Julio E. Colotti.Buenos Aires : Contabilidad Moderna, 1971
- Informe salarial.Buenos Aires: Errepar, 2004
- Jubilaciones y pensiones : análisis de la ley 24241 con anexos de legislación y jurisprudencia.Buenos Aires : Errepar, 1999
- Jubilacioes y pensiones : análasis de la ley 24241 con anexosde legislación y jurisprudencia.Buenos Aires : Errepar, 1994
- Ley de accidentes de trabajo : comentada. Buenos Aires : Errepar, 1992
- Leyes fundamentales del trabajo : sus reglamentos y anotaciones complementarias. Buenos Aires : Pulsar, 1990
- Ley de contrato de trabajo comentada. En colaboración con Justo López y Norberto Centeno (dos tomos) Buenos Aires : Contabilidad Moderna, 1977
- Leyes, reglamentos y jurisprudencia del trabajo : textos actualizados y anotados.Buenos Aires : Contabilidad Moderna, 1975
- Leyes de previsión social. En colaboración con Humberto Podetti.Buenos Aires : Contabilidad Moderna, 1969
- Leyes fundamentales del trabajo : sus reglamentos y anotaciones complementarias.Buenos Aires : Joaquín Fernández Madrid, 2003
- Ley de Contrato de Trabajo : comentada y anotada. Buenos Aires : La Ley, 2009
- Ley de riesgos y del trabajo. Reforma ley 26773 : comentarios y análisis doctrinario. Buenos Aires : Errepar, 2012.
- Manual práctico de contratación comercial. Buenos Aires : Errepar, 1996
- Manual práctico de contratación laboral. Buenos Aires : Errepar, 1995
- Modalidades y formas de contratación mercantil. Buenos Aires : Contabilidad Moderna, 1984
- Práctica laboral.Buenos Aires : Errepar, 2003
- Práctica societaria : forma de constitución de sociedades y desarrollo teórico-práctico de modelos. Buenos Aires : Errepar, 1998
- Práctica laboral. Buenos Aires : Errepar, 1995
- Tratado Práctico de Derecho del Trabajo (3 tomos).Buenos Aires : La Ley, 2007
- Vademécum práctico laboral y previsional. Buenos Aires : Errepar, 1997
- Los viajantes de comercio ante las leyes de trabajo. Buenos Aires : Contabilidad Moderna, 1971

### Actividad gremial
En 2010 Fernández Madrid era quien tenía más antigüedad en la justicia entre los integrantes de las Cámaras Nacionales de Apelación y fue elegido Presidente de la Asociación de Magistrados y Funcionarios de la Justicia Nacionalñ:
Es Presidente Honorario de la Fundación Altos Estudios Sociales desde 1986 y miembro de la Sociedad Internacional de Derecho del Trabajo y de la Seguridad Social, en la que ocupó el cargo de Vicepresidente de esa entidad. Es miembro de la Asociación Argentina de Derecho del Trabajo y de la Seguridad Social, que presidió en dos oportunidades.

### Reconocimientos
La Legislatura de la Ciudad Autónoma de Buenos Aires mediante la ley N° 5.525 del 5 de mayo de 2016 lo declaró Personalidad Destacada en el ámbito de las Ciencias Jurídicas y ha recibido condecoraciones de diversos países. 